# Relaciones Chile-Dinamarca

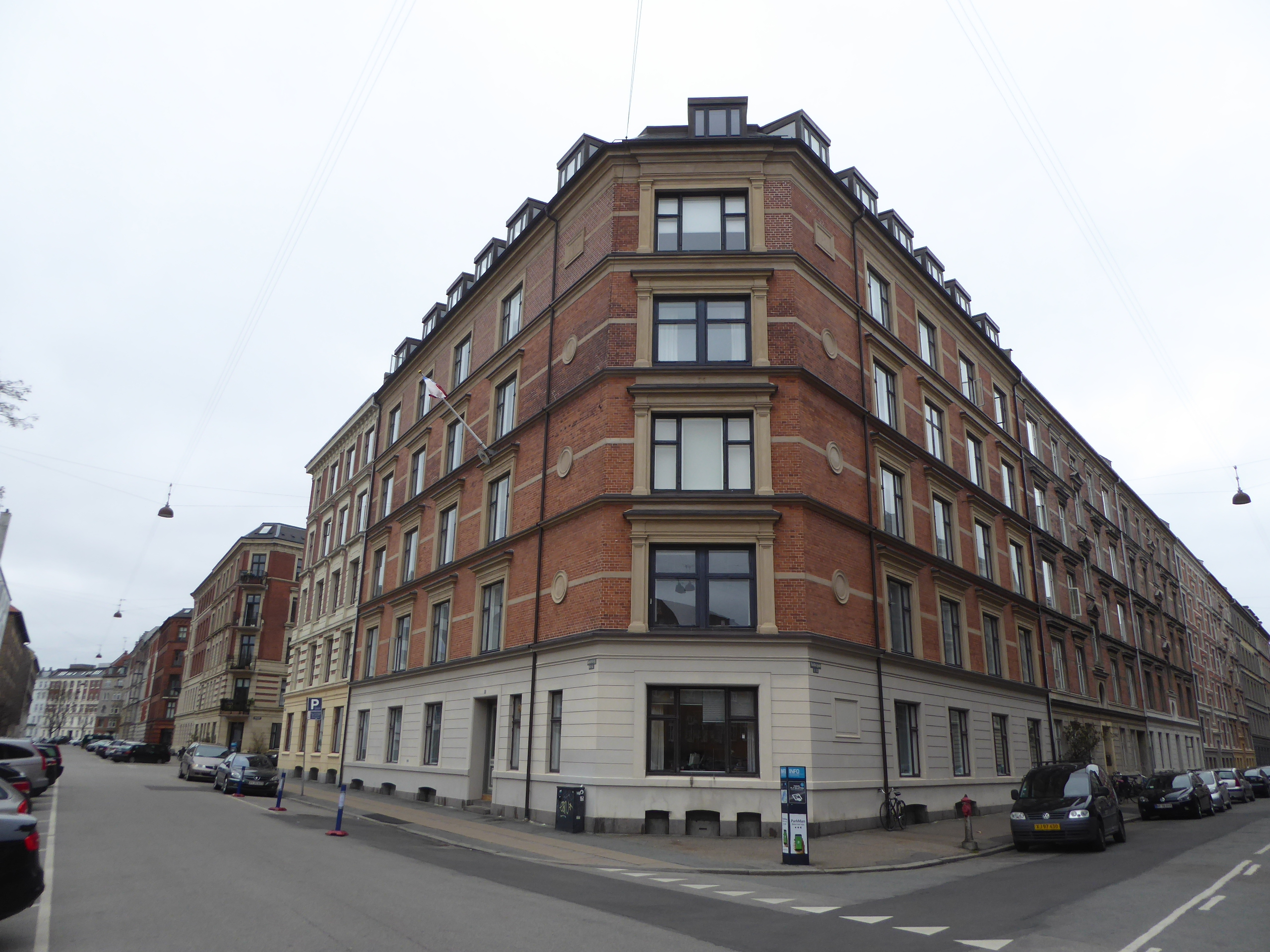
Embajada de Chile en Copenhague

Las relaciones Chile-Dinamarca se refiere a las relaciones internacionales entre la República de Chile y el Reino de Dinamarca. Las relaciones entre los dos países se enmarcan dentro de las relaciones entre Chile y la Unión Europea, describiéndose como "amistosas" y excelentes.

## Historia
Ambos países firmaron un tratado de comercio el 4 de febrero de 1899. El 23 de diciembre de 1931, un tratado de arreglo y uno de conciliación fueron firmados entre Chile y Dinamarca. En 1965, se firmó un acuerdo de cooperación científica y técnica.
Con respecto a los movimientos migratorios, la comunidad danesa en Chile no es muy numerosa en comparación a otras europeas establecidas en Chile. Asimismo, como consecuencia del exilio político chileno durante el Régimen Militar, a partir de 1973 y hasta 1988, pequeñas oleadas de chilenos fueron acogidas en Dinamarca en calidad de asilados políticos, estimados en un total de dos mil personas.

## Relaciones económicas
En 2009, Chile exportó 840 millones de DKK a Dinamarca, mientras que Dinamarca exportó 645 millones de DKK a Chile. En 2010, la empresa danesa Vestas invirtió 250 millones de dólares en Talinay Oriente, Chile.
Se estableció el Consejo Empresarial Chileno-Danés en 2004. El Consejo fue creado para los representantes de empresas que trabajaban en Chile y Dinamarca.
En 2022, el intercambio comercial entre ambos países ascendió a los 377 millones de dólares estadounidenses, lo que supuso un 0,8% de crecimiento promedio anual en los últimos cinco años. Los principales productos exportados por Chile fueron aceite de pescado, madera de coníferas y carragenina, mientras que Dinamarca exportó mayoritariamente medicamentos, enzimas y audífonos.

## Visitas oficiales
Ambos presidentes chilenos Patricio Aylwin y Eduardo Frei Ruiz-Tagle visitaron Dinamarca, durante sus mandatos. El 26 de enero de 2004, el presidente chileno Ricardo Lagos visitó Dinamarca.

## Misiones diplomáticas
- Chile tiene una embajada en Copenhague.[1]
- Dinamarca tiene una embajada en Santiago de Chile.[14]